# متیو پری
متیو لانگفورد پری (انگلیسی: Matthew Langford Perry؛ ۱۹ اوت ۱۹۶۹ – ۲۸ اکتبر ۲۰۲۳) بازیگر آمریکایی-کانادایی بود. او از ۱۹۹۴ تا ۲۰۰۴ در نقش چندلر بینگ در مجموعه  تلویزیونی فرندز محصول شبکهٔ ان‌بی‌سی بازی کرد. او برای این نقش برندهٔ جایزهٔ انجمن بازیگران فیلم شد. پری همچنین در مجموعهٔ کمدی الی مک‌بل (۲۰۰۲) حضور یافت و برای نقش‌آفرینی در مجموعهٔ بال غربی (۲۰۰۳) و داستان ران کلارک (۲۰۰۶) نامزد جایزهٔ امی ساعات پربیننده شد. پری همچنین نقش اصلی فیلم‌های هجوم احمق‌ها (۱۹۹۷)، همه نه یارد (۲۰۰۰)، در خدمت سارا (۲۰۰۲)، همه ده یارد (۲۰۰۵) و دوباره ۱۷ (۲۰۰۹) را بازی کرد.
پری از اعتیاد شدید به مواد مخدر و الکل رنج می‌برد. به‌واسطهٔ بهبودی خود، او از مدافعان توان‌بخشی و سخنگوی انجمن ملی متخصصان دادگاه درمان‌مدار شد. در سال ۲۰۱۳ او جایزه قهرمان بهبودی را از دفتر سیاست ملی کنترل مواد مخدر کاخ سفید دریافت کرد. پری در سال ۲۰۲۲ کتاب خاطراتی با عنوان دوستان، عاشقان و آن چیز وحشتناک بزرگ نوشت. او در ۵۴ سالگی درگذشت.

## زندگی
متیو پری زاده ۱۹ اوت ۱۹۶۹ (۲۸ مرداد ۱۳۴۸) در ویلیامزتاون، ماساچوست دوران جوانی خود را در اتاوا گذراند جایی که تبدیل به یک ستارهٔ تنیس شد. او در دبستان، هم‌مدرسه‌ای جاستین ترودو بود. مدتی بعد در ۱۵ سالگی به لس آنجلس کوچ کرد تا در کنار مادر بزرگ و پدرش (جان بنت پری) زندگی کند. در این دوران علاقه وی به بازیگری افزایش پیدا کرد. او نخستین بازی خود را در سال ۱۹۸۷ و در سریال شانس دوباره انجام داد. در سال ۱۹۹۶ برای نخستین‌بار به خاطر سریال فرندز نامزد دریافت جایزهٔ بهترین کمدین آمریکایی شد.

## زندگی خصوصی

### روابط
متیو پری با جولیا رابرتس، یاسمین بلیث و لورن گراهام رابطه داشته‌است. او از سال ۲۰۰۶ تا ۲۰۱۲ با لیزی کاپلان رابطه داشت. او از سال ۲۰۱۸ با مالی هرویتز در رابطه بود و در سال ۲۰۲۰ از او خواستگاری کرد. البته این زوج قبل از ازدواج، از یکدیگر جدا شدند.

### شهروندی
متیو پری شهروندی ایالات متحده آمریکا و کانادا را داشت.

### مواد مخدر
متیو پری در سال ۱۹۹۷ یک برنامه ۲۸ روزه برای اعتیاد به ویکودین را گذراند. در سال ۲۰۰۰ او ۲۰ پوند (۹ کیلوگرم) به خاطر بیماری پانکراتیت کم کرد. انتشار چندین عکس از او که وضعیت آشفتهٔ وی از اعتیاد را نشان می‌داد جنجال‌های بسیاری به پا کرد. پری در سال ۲۰۰۱ برای ترک اعتیاد به اپیوئید (خصوصاً ویکودین و متادون)، آمفتامین و الکل دوباره یک دوره توانبخشی را گذراند. او در سال ۲۰۱۶ به رادیو ۲ بی‌بی‌سی گفت که به دلیل مصرف الکل و مواد مخدر سه سال از سال‌های ساخت مجموعه فرندز را به کلی از یاد برده است.

## درگذشت
پیکر پری در ۲۸ اکتبر ۲۰۲۳ (۶ آبان ۱۴۰۲) بدون واکنش در جکوزی خانه او در پسیفیک پلسیدس، لس آنجلس به‌وسیلهٔ دستیارش پیدا شد. پس از بررسی از سوی افسران اداره پلیس لس آنجلس مرده اعلام شد. سرکلانتر اداره پلیس لس آنجلس، اسکات ویلیامز، گفت: «علت مرگ ممکن است برای مدتی مشخص نباشد. اما در این مقطع سوء قصد محتمل نیست.» در ۲۹ اکتبر، دفتر بازرسی پزشکی شهرستان لس آنجلس، علت مرگ را به تعویق افتاده فهرست کرد و در انتظار مراحل تحقیقاتی تکمیلی بود. مرگ وی استفاده بیش از حد کتامین اعلام شد.
در اوت ۲۰۲۴ پلیس اعلام کرد پنج نفر از جمله دو پزشک و دستیار شخصی پری در ارتباط با مرگ او بازداشت شدند. این افراد با فراهم کردن کتامین برای پری از مشکلات اعتیاد او برای سودجویی سوءاستفاده کردند. آنها با اینکه می‌دانستند کاری که می‌کنند خطر زیادی برای متیو پری دارد، اما باز هم این کار را ادامه دادند.

## جوایز
متیو پری ۴ بار نامزد دریافت جایزه امی شده‌است که ۲بار نیز برنده جایزه شد. او همچنین در سال ۲۰۰۶ به خاطر داستان ران کلارک برنده جایزه گلدن گلوب شد.

## فیلم‌شناسی

### فیلم
| سال  | عنوان                     | نقش                   | توضیحات                             | منا.          |
| ---- | ------------------------- | --------------------- | ----------------------------------- | ------------- |
| ۱۹۸۸ | یک شب در زندگی جیمی رردون | فرد رابرتز            | با نام متیو ال. پری                 | [ ۲۰ ]        |
| ۱۹۸۹ | او غیرقابل کنترل است      | تیموتی                | با نام متیو ال. پری                 | [ ۲۰ ]        |
| ۱۹۸۹ | مرد چاق و پسر کوچک        | تکنسین بمب            | بدون اعتبار در عوامل                | [ ۲۱ ]        |
| ۱۹۹۴ | وارد شدن                  | رندال برنز            | فیلم ویدئویی                        | [ ۲۲ ]        |
| ۱۹۹۷ | هجوم احمق‌ها               | الکس وایتمن           |                                     | [ ۲۰ ]        |
| ۱۹۹۸ | قهرمانان تقریبی           | لزلی ادواردز          |                                     | [ ۲۰ ]        |
| ۱۹۹۹ | سه تا مانده تا تانگو      | اسکار نواک            |                                     | [ ۲۰ ]        |
| ۲۰۰۰ | همه نه یارد               | نیکلاس «اوز» اسرانسکی |                                     | [ ۲۰ ]        |
| ۲۰۰۰ | بچه                       | آقای ویوین            | حضور افتخاری (بدون اعتبار در عوامل) | [ ۲۳ ]        |
| ۲۰۰۲ | در خدمت سارا              | جو تیلر               |                                     | [ ۲۰ ]        |
| ۲۰۰۴ | همه ده یارد               | نیکلاس «اوز» اسرانسکی |                                     | [ ۲۰ ]        |
| ۲۰۰۷ | نامب                      | هادسن میلبنک          | همچنین تهیه‌کننده اجرایی             | [ ۲۲ ] [ ۲۴ ] |
| ۲۰۰۸ | پرندگان آمریکا            | موری                  |                                     | [ ۲۲ ]        |
| ۲۰۰۹ | دوباره ۱۷                 | مایک ادونل بزرگسال    |                                     | [ ۲۰ ]        |

### مجموعه تلویزیونی
- چارلز مسئول (۱۹۸۵)
- مسائل اولیه (۱۹۸۹)
- بورلی هیلز، ۹۰۲۱۰ (۱۹۹۱)
- خیال باطل (۱۹۹۲)
- روابط مرگبار (۱۹۹۳)
- فرندز (۱۹۹۴–۲۰۰۴)
- کارولین در بردغون (۱۹۹۵)
- پخش زنده شنبه شب (۱۹۹۷)
- سیمپسون‌ها (۲۰۰۱)
- الی مک‌بل (۲۰۰۲)
- بال غربی (۲۰۰۳)
- همسر خوب (۲۰۱۲–۲۰۱۳)
- کوگار تاون (۲۰۱۴)
- پلی‌هاوس تقدیم می‌کند (۲۰۱۴)
- زوج عجیب (۲۰۱۵–۲۰۱۷)
- کشمکش خوب (۲۰۱۷)
- فرندز: تجدید دیدار (۲۰۲۱)